# 君の知らない君の歌
『君の知らない君の歌』（きみのしらないきみのうた）は、ASKAのセルフカバー・アルバム。 2010年11月3日に発売された。発売元はユニバーサル シグマ。

## 解説
同年2月に発売された『12』に続くセルフカバー第2弾。Chageのオリジナル・アルバム『&C』と同時発売された。
公式には「ソングライターズヒストリー vol.2」と謳っている。
ASKAがこれまで発表してきた楽曲の中から、自らが選曲した12章（12曲）からなる1つの恋愛小説集。いわゆるコンセプト・アルバムである。
前作よりCHAGE and ASKA楽曲のセルフカバーが増えて、ソロの楽曲は｢MIDNIGHT 2 CALL｣1曲のみの収録となっている。
漫画家の弘兼憲史が、本作に収録されている「C-46」を元にイメージしたストーリー『黄昏流星群 〜C-46星雲〜』を書き下ろした。
2011年2月20日には、関西テレビ制作・フジテレビ系スペシャルドラマ『黄昏流星群 〜C-46星雲〜』が放送された。

## 収録曲
| 全作詞: ASKA。 |                          |           |              |                                  |      |
| #              | タイトル                 | 作詞      | 作曲         | 編曲                             | 時間 |
| 1.             | 「めぐり逢い」           | ASKA      | ASKA         | 澤近泰輔                         | 5:14 |
| 2.             | 「好きになる」           | ASKA      | ASKA         | 十川知司                         | 5:09 |
| 3.             | 「パラシュートの部屋で」 | ASKA      | ASKA         | 澤近泰輔                         | 5:20 |
| 4.             | 「B.G.M」                | ASKA      | ASKA         | 十川知司                         | 3:29 |
| 5.             | 「MIDNIGHT 2 CALL」      | ASKA      | ASKA         | 澤近泰輔                         | 4:38 |
| 6.             | 「明け方の君」           | ASKA      | ASKA         | 十川知司                         | 5:55 |
| 7.             | 「くぐりぬけて見れば」   | ASKA      | ASKA         | 十川知司                         | 3:43 |
| 8.             | 「Far Away」             | ASKA      | ASKA         | 澤近泰輔                         | 5:46 |
| 9.             | 「201号」                | ASKA      | ASKA、西川進 | ASKA、葉加瀬太郎、押尾コータロー | 4:52 |
| 10.            | 「君の好きだった歌」     | ASKA      | ASKA         | 十川知司                         | 5:12 |
| 11.            | 「no doubt」             | ASKA      | ASKA         | 十川知司                         | 5:12 |
| 12.            | 「C-46」                 | ASKA      | ASKA         | 十川知司                         | 7:34 |
| 合計時間:      | 合計時間:                | 合計時間: | 合計時間:    | 62:04                            |      |

## 楽曲解説
1. めぐり逢い
オリジナルは、CHAGE and ASKAの36枚目シングル『めぐり逢い』に収録。
2. 好きになる
オリジナルは、CHAGE and ASKAの18枚目アルバム『CODE NAME.2 SISTER MOON』に収録。
3. パラシュートの部屋で
オリジナルは、CHAGE and ASKAの42枚目シングル『パラシュートの部屋で』に収録。
4. B.G.M
オリジナルは、CHAGE and ASKAの5枚目アルバム『INSIDE』に収録。
5. MIDNIGHT 2 CALL
オリジナルは、ASKAの2枚目のシングル『MIDNIGHT 2 CALL』に収録。
後奏から次曲の「明け方の君」に音が繋がっている。
6. 明け方の君
オリジナルは、CHAGE and ASKAの14枚目アルバム『TREE』に収録。
前奏と間奏に4曲目の「B.G.M」のメロディがストリングスで挿入されている。
7. くぐりぬけて見れば
オリジナルは、CHAGE and ASKAの7枚目アルバム『TURNING POINT』に収録。
8. Far Away
オリジナルは、CHAGE and ASKAの11枚目アルバム『ENERGY』に収録。
9. 201号
オリジナルは、CHAGE and ASKAの17枚目のオリジナル・アルバム『Code Name.1 Brother Sun』に収録。
10. 君の好きだった歌
オリジナルは、アルバム『Code Name.1 Brother Sun』に収録。
楽曲が新たにフルコーラスとなり再構成されている。
11. no doubt
オリジナルは、CHAGE and ASKAの19枚目アルバム『NO DOUBT』に収録。
12. C-46
オリジナルは、CHAGE and ASKAの43枚目シングル『C-46』に収録。

## 参加ミュージシャン
| めぐり逢い - Drums：宮田繁男 - E.Bass：MECKEN - Guitars：古川望 - Other Instruments：澤近泰輔 好きになる - Drums：宮田繁男 - E.Bass：ローレンス・コットル - Guitars：古川望 - Other Instruments：十川知司 パラシュートの部屋で - E.Guitar：小倉博和 - Strings：クラッシャー木村ストリングス - Other Instruments：澤近泰輔 B.G.M - Guitars：古川望 - Strings：後藤勇一郎ストリングス - Other Instruments：十川知司 MIDNIGHT 2 CALL - Guitars：古川望 - Strings：クラッシャー木村ストリングス - Other Instruments：澤近泰輔 明け方の君 - Drums：屋敷豪太 - E.Bass：小原礼 - Guitars：小倉博和 - Strings：後藤勇一郎ストリングス - Other Instruments：十川知司 | くぐりぬけて見れば - Drums：屋敷豪太 - E.Bass：小原礼 - Guitars：小倉博和 - Strings：エヴァートン・ネルソン・ストリングス - Other Instruments：十川知司 Far Away - E.Guitar：古川望 - Other Instruments：澤近泰輔 201号 - Violin：葉加瀬太郎 - A.Guitar：押尾コータロー、ASKA 君の好きだった歌 - Drums：宮田繁男 - E.Bass：美久月千晴 - Guitars：古川望 - Strings：後藤勇一郎ストリングス - Other Instruments：十川知司 no doubt - Drums：屋敷豪太 - E.Bass：美久月千晴 - Guitars：西川進 - Strings：エヴァートン・ネルソン・ストリングス - Other Instruments：十川知司 C-46 - Drums：屋敷豪太 - E.Bass：ローレンス・コットル - Strings：エヴァートン・ネルソン・ストリングス - Other Instruments：十川知司 |